# Ge Chutong
Ge Chutong, född 23 september 2003, är en kinesisk simmare.

## Karriär
Ge Chutong ingick det kinesiska lagkappslaget på 4x200 meter frisim som tog brons vid OS 2024.